# Malagondanahalli, Hiriyur
Malagondanahalli là một làng thuộc tehsil Hiriyur, huyện Chitradurga, bang Karnataka, Ấn Độ.